# هوفر بورد
لوح طائر (بالإنجليزية: Hoverboard)‏ هو لوح قابل للطيران بمحرك نفاث ليصل إلى ارتفاع 15 متر، تم اختراعه في مايو 2012 من طرف الفرنسي فرانكي زاباتا، وهو مستوحى من فيلم العودة إلى المستقبل 2 للمخرج الأمريكي روبرت زيميكس.
في 22 مارس 2023، قام فرنسي يدعى داميان دولاتا بطرح النسخة الأولى والعاملة من لوح الطيران ويسمى ريبالس على يوتيوب. في الوقت الحالي يمكن لهذا اللوح الطيران بشخص يزن حوالي 30 كجم فوق سطح الأرض. ويتألف اللوح من 4 منظمات دوران مغناطيسية تخلق تيار فوكو موصلة.

## وصلات خارجية
- The Hoverboard Lie: How Back to the Future Ruined Childhood
- Hover Board at تي في تروبس  [لغات أخرى]‏